# La luz te fue
«La luz te fue» es una canción compuesta en 1994 por el músico argentino Luis Alberto Spinetta, interpretada por la banda Spinetta y los Socios del Desierto en el álbum homónimo (CD2) de 1997, primero de la banda y 25º en el que tiene participación decisiva Spinetta. 
Spinetta y los Socios del Desierto fue un trío integrado por Marcelo Torres (bajo), Daniel Wirtz (batería) y Luis Alberto Spinetta (guitarra y voz).
La canción fue estrenada en el recital debut de Spinetta y los Socios del Desierto en el Velódromo de Buenos Aires el 18 de noviembre de 1994. Es la canción más extensa del álbum y una de las cuatro del mismo incluidas por la revista Rolling Stone en su lista de las cien canciones más importantes de Spinetta: "Jardín de gente" (#42), "La luz te fue" (#47), "Bosnia" (#60) y "Paraíso" (#98), calificándola además como la mejor canción de 'hard rock de la década y media posterior a su lanzamiento.

## Contexto
El tema pertenece al álbum doble Spinetta y los Socios del Desierto, el primero de los cuatro álbumes de la banda homónima, integrada por Luis Alberto Spinetta (voz y guitarra), Marcelo Torres (bajo) y Daniel Wirtz (batería). El trío había sido formada en 1994 a iniciativa de Spinetta, con el fin de volver a sus raíces roqueras, con una banda de garaje. Los Socios ganaron una amplia popularidad, realizando conciertos multitudinarios en Argentina y Chile.
El álbum doble Spinetta y los Socios del Desierto ha sido considerado como una "cumbre" de la última etapa creativa de Luis Alberto Spinetta. El álbum fue grabado en 1995, pero recién pudo ser editado en 1997, debido a la negativa de las principales compañías discográficas, a aceptar las condiciones artísticas y económicas que exigía Spinetta, lo que lo llevó a una fuerte confrontación pública con las mismas y algunos medios de prensa.
El disco coincide con un momento del mundo caracterizado por el auge de la globalización y las atrocidades de la Guerra de Bosnia -sobre la cual el álbum incluye un tema-. En Argentina coincide con un momento de profundo cambio social, con la aparición de la desocupación de masas -luego de más de medio siglo sin conocer el fenómeno, la criminalidad -casi inexistente hasta ese momento-, la desaparición de la famosa clase media argentina y la aparición de una sociedad fracturada, con un enorme sector precario y marginado, que fue la contracara del pequeño sector beneficiado que se autodenominó como los "ricos y famosos".

## El tema
Es el noveno track del Disco 2 del álbum doble. Se trata de un rock pesado, que es a su vez el tema más largo del álbum. Refiriéndose a la canción, el crítico Daniel Amiano de La Nación dijo:

Los Socios del Desierto se dan el gusto de escuchar a Pescado y reinventarlo para los noventa. 'Te fue la luz' es lo más fuerte del álbum. Para ser bien actuales, en lenguaje rockero se lo definiría como un tema 'reventado'.

La revista Rolling Stone, al ubicarla entre las cien mejores canciones de Spinetta (#45), la califica como el mejor hard rock de "los últimos quince años":

Spinetta, Wirtz y Torres firman aquí el mejor hard rock de las últimos quince años del rock argentino como si Pescado R. hubiera vuelto por más. Entre la disonancia del King Crimson más furibundo (Red) y el Black Sabbath recuperado por el rock alternativo (Soundgarden) sale disparado ese riff podrido que se abre a un free rock acelerado, sin tregua.

La letra está relatada en segunda persona y dirigida a una mujer genérica en tono de advertencia. La expresión del título, "La luz te fue", constituye una poderosa expresión gramatical inexistente en el idioma español, que juega implícitamente con construcciones gramaticales alternativas como "La luz se fue" y el argentinismo "fuiste". Luz es el concepto central de la obra spinetteana, representativo de la vida cósmica y de plenitud espiritual que Spinetta proponía:

En mis canciones nombro la palabra "luz" doscientas mil veces.
Luis Alberto Spinetta

El contenido de la letra se orienta a cuestionar el individualismo, el consumismo, el materialismo y la destrucción del medio ambiente. Cada una de las tres estrofas terminan con un consejo: 1) "alimenta tus fantasías no tus vanidades nena..."; 2) "o reciclamos o morimos, vale la pena tenerlo en cuenta nena.."; 3) "reconsidera el amor y la materia sonora...". El estribillo, en el que se encuentra el título pero con la frase invertida ("Te fue la luz"), termina con una pregunta: "¿quién?"    

Te fue la luz,
te fue...
¿quién?

Nube rojiza,
sin monumentos...
comiendo un pedazo,
un pedazo de niebla...
alimenta tus fantasías no tus vanidades nena...
"La luz te fue" (fragmento)

En diciembre de 2010, Spinetta se presentó en Chile en el Festival El Abrazo 2010, para celebrar la hermandad del rock argentino y chileno en ocasión del bicentenario de ambos países, incluyendo "La luz te fue" entre los siete temas que interpretó con su banda. La canción fue dedicada a los mineros que quedaron atrapados por el derrumbe de la mina San José, pocos meses antes.